# Schermaglia
La schermaglia è una tattica di contesa o scontro, verbale o fisico, effettuata allo scopo di evitare uno scontro più intenso e pericoloso. 
In origine, anticamente (soprattutto tra duellanti), era costituita da una serie di colpi scambiati all'arma bianca (solitamente spade leggere) a scopo offensivo e/o difensivo. Più estensivamente erano denominati come tali brevi combattimenti militari non classificabili come vere e proprie battaglie per via della carenza di organizzazione tattica. 

## Attuazione e finalità
Generalmente viene realizzata tramite l'esibizione o la proclamazione o addirittura la millanteria delle proprie forze o capacità, indipendentemente dal fatto che corrispondano alla realtà (anche in minima parte). Lo scopo è quello di intimidire l'avversario influenzando (al limite distorcendola) la stima della forza del nemico e minando la fiducia nelle sue possibilità di vittoria; o alternativamente, in caso di baruffe più o meno aspre, avvalorare l'ipotesi di rischiare danni ben più seri, riportando alla lunga (complessivamente) perdite più ingenti. 
La conseguenza più immediata è una valutazione più approfondita sulla reale necessità ed utilità del conflitto che, può condurre nei casi meno efficaci ad un rinvio o, nei casi più proficui (o fortunati), una o più parti in causa all'astensione o alla rinuncia. 
Non a caso tale strategia è attuata largamente anche nel mondo animale, ma nella fattispecie tramite retaggio istintivo: il soggetto, pur inconsapevolmente, intuisce che i danni riportabili potrebbero rendere più ardua la sua sopravvivenza. 